# Wilhelm Rollmann
Wilhelm Rollmann (Wilhelmshaven, 5 augustus 1907 - Zuid-Atlantische Oceaan, 5 november 1943), was een Duitse U-bootcommandant in de Kriegsmarine tijdens de Tweede Wereldoorlog. Hij opereerde aanvankelijk succesvol met de U 34. Op 20 februari 1943 kreeg hij het bevel over de U 848, voor een nieuwe opdracht, na zijn dienst als instructeur bij het 2e ULD (Unterseeboots-Lehr-Division). Dit was tevens zijn laatste missie.

## Persoonlijke informatie
Wilhelm Rollmann werd geboren in Wilhelmshaven, Oost-Friesland, op 5 augustus 1907. Hij begon zijn carrière bij de Reichsmarine in april 1926. Na zijn infanterie opleiding in Stralsund, diende hij later op diverse schepen, met opleidingen aan boord van het opleidingsschip Niobe en op de lichte kruisers Emden en Karlsruhe. In mei 1937 werd hij overgeplaatst naar de U-bootstrijdmacht. Na de gebruikelijke U-bootopleiding nam hij het bevel van de U 34 over in oktober 1938. Twee van zijn meest opmerkelijke successen waren het tot zinken brengen van de Britse torpedojager HMS Whirlwind en de Britse onderzeeër HMS Spearfish. Na zeven succesvolle patrouilles met de U 34 werd hij instructeur bij het 2e ULD (Unterseeboots-Lehr-Division). Op 20 februari 1943 kreeg hij een nieuwe opdracht met de U 848, een grote Type IXD2 U-boot. De U-boot werd echter op 5 november 1943 tot zinken gebracht op zijn eerste patrouille, na 49 dagen, met alle bemanningsleden nog aan boord, door Amerikaanse vliegtuigen, ten zuidwesten van Ascension in de Zuid-Atlantische Oceaan. De pas bevorderde Fregattenkapitän Wilhelm Rollmann, sneuvelde samen met zijn voltallige bemanning. Hij was 36 jaar toen hij stierf.

## Successen
- 20 schepen tot zinken gebracht met een totaal van 96.562 BRT
- 3 oorlogsschepen tot zinken gebracht met een totaal van 2.365 BRT
- 2 schepen tot zinken gebracht met een totaal van 4.957 BRT

## Militaire loopbaan
- Offiziersanwärter: 1 april 1926[2][3]
- Seekadett: 12 oktober 1926[2][3]
- Fähnrich zur See: 1 april 1928[2][3]
- Oberfähnrich zur See: 1 mei 1930[2][3]
- Leutnant zur See: 1 oktober 1930[2][3]
- Oberleutnant Zur See: 1 oktober 1932[2][3]
- Kapitänleutnant: 1 april 1936[2][3]
- Korvettenkapitän: 1 december 1940[2][3]
- Fregattenkapitän: 1 november 1943 (Postuum)[2][3]

## Decoraties
- Ridderkruis van het IJzeren Kruis op 31 juli 1940 als Kapitänleutnant en Commandant van de U-34[2][3][4][5]
- IJzeren Kruis 1939, 1e Klasse (7 februari 1940)[2][3][6] - 7 februari 1940[5] en 2e Klasse (26 september 1939)[2][3][5][6]
- Onderzeebootoorlogsinsigne 1939 op 12 november 1939[2][3][5][6]
- Dienstonderscheiding van Leger en Marine voor (4 dienstjaren) op 2 oktober 1936[3][5][6]
- Dienstonderscheiding van Leger en Marine voor (12 dienstjaren) op 1 april 1938[3][5][6]
- Anschlussmedaille[5] op 1 oktober 1938[3]
- Hij werd twee maal genoemd in het Wehrmachtsbericht. Dat gebeurde op:
- 29 juli 1940[3][5][7]
- 2 augustus 1940[3][8]

## U-bootcommando
- U 34 - 26 oktober 1938 - 28 september 1940: 7 patrouilles (190 dagen)
- U 847 - 26 januari 1943 - 26 januari 1943: Geen oorlogspatrouilles (Transit)
- U 848 - 20 februari 1943 - 5 november 1943: (+) 1 patrouille (49 dagen)